# Macrosiphoniella umarovi
Macrosiphoniella umarovi är en insektsart. Macrosiphoniella umarovi ingår i släktet Macrosiphoniella och familjen långrörsbladlöss. Inga underarter finns listade i Catalogue of Life.